# ФК «Волгоград» в сезоне 2009
Сезон 2009 стал дебютным для ФК «Волгоград» в зоне «Юг», третьего по рангу дивизиона чемпионата России. Выступление во втором дивизионе 2009 года стало единственным в истории для команды. В этом сезоне команда заняла 3-е место и вышла в первый дивизион, заняв место, отказавшегося от участия, ФК «Витязь». В 2010 году ФК «Волгоград» был объединен с ФК «Ротор» после передачи бренда «Ротора» администрации Волгоградской области.

## Хронология событий
- 17 февраля 2009 года ФК «Волгоград» успешно прошёл лицензирование в офисе ПФЛ.
- 31 марта 2009 года Олег Веретенников представил эмблему ФК «Волгоград».[2]
- В июле 2009 года Яков Эрлих защищал цвета сборной России на Маккабиаде-2009.[3]
- 8 сентября 2009 года Валерий Бурлаченко сменил на посту главного тренера Льва Иванова.[4]
- 23 декабря 2009 года в автомобильной аварии погиб экс-полузащитник ФК «Волгоград» Санал Гаврилов.[5]

## Форма
| Umbro    |          |           |
| Основная | Гостевая | Резервная |

## Тренерский штаб
- Лев Иванов — главный тренер (до 7 сентября).
- Валерий Бурлаченко — главный тренер (с 8 сентября).
- Александр Царенко — тренер.

## Состав
| 1             | Александр Малышев  | Флаг России | 8 января 1980   | Урал                |
| 33            | Андрей Евдохин     | Флаг России | 22 мая 1982     | Авангард (Курск)    |
| Защитники     |                    |             |                 |                     |
| 4             | Андрей Дуров       | Флаг России | 22 февраля 1977 | СКА-Энергия         |
| 5             | Михаил Мурнов      | Флаг России | 5 апреля 1978   | Лада                |
| 8             | Василий Чернов     | Флаг России | 26 мая 1982     | Мордовия            |
| 13            | Руслан Бесланеев   | Флаг России | 18 июня 1982    | Олимпия (Волгоград) |
| 21            | Дмитрий Костров    | Флаг России | 5 августа 1981  | Олимпия (Волгоград) |
| 23            | Сергей Уфаев       | Флаг России | 5 июля 1981     | Ротор               |
|               | Дмитрий Коваленко  | Флаг России | 2 августа 1982  | Краснодар           |
|               | Павел Орлов        | Флаг России | 8 декабря 1992  | Волгоград-ВУОР      |
|               | Степан Рябоконь    | Флаг России | 22 апреля 1993  | Волгоград-ВУОР      |
|               | Андрей Хисматуллин | Флаг России | 22 февраля 1992 | Волгоград-ВУОР      |
|               | Евгений Чумаченко  | Флаг России | 18 декабря 1975 | Ротор               |
| Полузащитники |                    |             |                 |                     |
| 2             | Алексей Серебряков | Флаг России | 10 июля 1976    | Олимпия (Волгоград) |
| 9             | Олег Веретенников  | Флаг России | 5 января 1970   | Астана              |
| 19            | Денис Давыдов      | Флаг России | 9 июня 1982     | Олимпия (Волгоград) |
| 22            | Денис Клюев        | Флаг России | 24 марта 1985   | Дмитров             |
| 24            | Роман Тузовский    | Флаг России | 3 января 1985   | Мордовия            |
| 25            | Александр Гайдуков | Флаг России | 25 января 1979  | Мордовия            |
| 34            | Андрей Стрельников | Флаг России | 10 апреля 1986  | Олимпия (Волгоград) |
|               | Павел Веретенников | Флаг России | 8 июня 1991     | Волгоград-ВУОР      |
|               | Никита Глушков     | Флаг России | 9 июня 1992     | Олимпия (Волгоград) |
|               | Владимир Смирнов   | Флаг России | 2 августа 1977  | Авангард (Курск)    |
|               | Александр Яцко     | Флаг России | 18 ноября 1978  | Олимпия (Волгоград) |
| Нападающие    |                    |             |                 |                     |
| 10            | Алексей Жданов     | Флаг России | 28 марта 1982   | Носта               |
| 11            | Яков Эрлих         | Флаг России | 3 июня 1988     | Металлург (Липецк)  |
|               | Иван Герасимов     | Флаг России | 11 января 1985  | Краснодар           |

## Трансферы

### Зима 2008/2009
| Позиция | Игрок              | Клуб                      |
| ------- | ------------------ | ------------------------- |
| Вр      | Андрей Евдохин     | «Авангард» (Курск)        |
| Вр      | Александр Малышев  | «Урал» (Екатеринбург)     |
| Защ     | Сергей Уфаев       | «Ротор» (Волгоград)       |
| Защ     | Руслан Бесланеев   | «Олимпия» (Волгоград)     |
| Защ     | Андрей Дуров       | «СКА-Энергия» (Хабаровск) |
| Защ     | Дмитрий Костров    | «Олимпия» (Волгоград)     |
| Защ     | Михаил Мурнов      | «Лада» (Тольятти)         |
| Защ     | Евгений Пирогов    | «Олимпия» (Волгоград)     |
| Защ     | Василий Чернов     | «Мордовия» (Саранск)      |
| Защ     | Евгений Чумаченко  | «Ротор» (Волгоград)       |
| ПЗ      | Олег Веретенников  | «Астана» (Астана)         |
| ПЗ      | Александр Гайдуков | «Мордовия» (Саранск)      |
| ПЗ      | Денис Клюев        | «Дмитров» (Дмитров)       |
| ПЗ      | Кирилл Корбан*     | «Динамо» (Минск)          |
| ПЗ      | Алексей Серебряков | «Олимпия» (Волгоград)     |
| ПЗ      | Владимир Смирнов   | «Авангард» (Курск)        |
| ПЗ      | Андрей Стрельников | «Олимпия» (Волгоград)     |
| ПЗ      | Роман Тузовский    | «Мордовия» (Саранск)      |
| ПЗ      | Александр Яцко     | «Олимпия» (Волгоград)     |
| Нап     | Денис Батухтин*    | «Динамо» (Минск)          |
| Нап     | Денис Давыдов      | «Олимпия» (Волгоград)     |
| Нап     | Алексей Жданов     | «Носта» (Новотроицк)      |
| Нап     | Вячеслав Рафиков   | «Анжи» (Махачкала)        |
| Нап     | Андрей Сербин      | «Волга» (Тверь)           |
| Нап     | Яков Эрлих*        | «Ростов» (Ростов-на-Дону) |

| Позиция | Игрок            | Клуб                 |
| ------- | ---------------- | -------------------- |
| Защ     | Евгений Пирогов* | «Энергия» (Волжский) |

### Лето 2009
| Позиция | Игрок              | Клуб                         |
| ------- | ------------------ | ---------------------------- |
| Защ     | Дмитрий Коваленко  | «Краснодар» (Краснодар)      |
| Защ     | Павел Орлов        | «Волгоград-ВУОР» (Волгоград) |
| Защ     | Евгений Пирогов**  | «Энергия» (Волжский)         |
| Защ     | Степан Рябоконь    | «Волгоград-ВУОР» (Волгоград) |
| Защ     | Андрей Хисматуллин | «Волгоград-ВУОР» (Волгоград) |
| ПЗ      | Павел Веретенников | «Волгоград-ВУОР» (Волгоград) |
| ПЗ      | Санал Гаврилов     | «Энергия» (Волжский)         |
| ПЗ      | Никита Глушков     | «Олимпия» (Волгоград)        |
| Нап     | Иван Герасимов     | «Краснодар» (Краснодар)      |

| Позиция | Игрок            | Клуб                 |
| ------- | ---------------- | -------------------- |
| ПЗ      | Санал Гаврилов   |                      |
| ПЗ      | Кирилл Корбан**  | «Динамо» (Минск)     |
| Нап     | Денис Батухтин** | «Динамо» (Минск)     |
| Нап     | Вячеслав Рафиков | СКА (Ростов-на-Дону) |
| Нап     | Андрей Сербин    | «Волга» (Тверь)      |

* В аренду  

** Из аренды 

## Матчи
− Победа
 − Ничья
 − Поражение

### Товарищеские матчи
| 2009-02-17 Предсезонный | «Энергия» (Волжский)                                                             | 3:1 | «Волгоград»                  | Волжский                                                                              |
| | 1:0 Алексей Кудряшов 12′ · 2:1 Евгений Пронин 54′ · 3:1 Роман Романов 77′ (пен.) |     | 1:1 Андрей Сербин 33′ (пен.) | Стадион: Центральный им. Ф.Г.Логинова (запасное поле) Судья: Эдуард Малый (Волгоград) |
| «Энергия» (Волжский): Никитин, Ростокин, И.Ионов, Семякин, Кудряшов, Борисов, Пронин, Диденко, М.Ионов, Королев, Ладыгин. На замену выходили: Саркисов, Романов, Беляникин, Левин, Петренко, Дюжев, Трудов. «Волгоград»: Евдохин (Соколик), Пирогов, Чернов, Уфаев, Костров, Давыдов, Серебряков, Веретенников, Сербин, Зернов, Стрельников. На замену выходили: Михайлов, Пармузин, Рафиков, Деркач, Супрун, Чекунов, Клюев, Кривопуск, Зеленовский, Синельников. |                                                                                  |     |                              |                                                                                       |

| 2009-02-20 Предсезонный | «Энергия» (Волжский)                                             | 3:3 | «Волгоград»                                                       | Волжский                                              |
| | 1:2 Сергей Борисов · 2:2 Илья Ионов · 3:2 Роман Романов ? (пен.) |     | 0:1 Вячеслав Рафиков · 0:2 Денис Клюев · 3:3 Владимир Зеленовский | Стадион: Центральный им. Ф.Г.Логинова (запасное поле) |
| «Энергия» (Волжский): Никитин (Саркисов, 46), Ростокин, И.Ионов (Романов, 46), Семякин (Беленикин, 46), Кудряшов (Петренко, 46), Борисов (Левин, 46), Пронин (Петренко, 46), Диденко (Дюжев, 46), М.Ионов (Трудов, 46), Королев, Ладыгин. «Волгоград»: Евдохин (Соколик), Мирнов, Уфаев, Чернов, Бесланеев, О.Веретенников, Клюев, Серебряков, Рафиков, Пирогов, Зернов. На замену выходили: Михайлов, Пармузин, Деркач, Чекунов, Давыдов, Зеленовский, Розин, Костров, Сербин. |                                                                  |     |                                                                   |                                                       |

| 2009-02-27 Предсезонный | «Волгоград»                                                   | 2:2 | «Кавказтрансгаз-2005» (Рыздвяный) | Крымск |
| | 1:0 Сергей Уфаев 20′ (пен.) · 2:1 Александр Зернов 75′ (пен.) |     | 1:1 ? 52′ (пен.) · 2:2 ? 90+′     |        |
| «Волгоград»: Евдохин, Костров, Уфаев, Родзин, Бесланеев, Серебряков (Михайлов, 33), Яцко, О.Веретенников, Рафиков, Давыдов, Зернов. |                                                               |     |                                   |        |

| 2009-02-27 Предсезонный | «Волгоград» | 0:3 | «Океан» (Находка)                                              | Крымск |
| |             |     | 0:1 Эдуард Габбясов · 0:2 Сергей Косинов · 0:3 Виктор Меркулов |        |
| «Волгоград»: Синельников (Соколик, 46), Чернов, Пармузин, Пирогов, Клюев, Чекунов, Стрельников (Блинов, 55), Сербин, Зеленовский. «Океан» (Находка): Соромытько, Вавилов, Лепёхин, Ильницкий, А.Меркулов, Бачурин (Охрименко, 46), Косинов, Габбясов (Доброштанов, 40), Стерхов (Манько, 80), Казаков (Терёхин, 80), Галюкшев (В.Меркулов, 40). |             |     |                                                                |        |

| 2009-02-28 Предсезонный                                                                                       | «Волгоград»               | 1:1 | «Батайск-2007» (Батайск) | Крымск |
| | 1:0 Олег Веретенников 48′ |     | 1:1 ? 90′                |        |
| «Волгоград»: Евдохин, Костров, Уфаев, Родзин, Бесланеев, Клюев, Яцко, О.Веретенников, Сербин, Эрлих, Рафиков. |                           |     |                          |        |

| 2009-02-28 Предсезонный | «Волгоград»                                                               | 3:1 | «Дагдизель» (Каспийск) | Крымск |
| | 1:0 Денис Батухтин 2′ · 2:0 Роман Церюта 10′ · 3:1 Андрей Стрельников 70′ |     | 2:1 ?                  |        |
| «Волгоград»: Синельников (Гордиков, 71), Михайлов, Чекунов, Пармузин, Пирогов, Церюта, Корбан, Давыдов, Стрельников, Зеленовский (Блинов, 55), Батухтин. |                                                                           |     |                        |        |

| 2009-03-3 Предсезонный | «Волгоград»                                                                    | 3:1 | «Дагдизель» (Каспийск) | Крымск |
| | 1:1 Андрей Стрельников 16′ · 2:1 Яков Эрлих 37′ · 3:1 Владимир Зеленовский 80′ |     | 0:1 ? 2′               |        |
| «Волгоград»: Евдохин (Финьков), Костров, Михайлов, Уфаев, Бесланеев, Корбан, Клюев, О.Веретенников, Батухтин, Эрлих, Стрельников. На замену выходили: Пирогов, Мурнов, Родзин, Чернов, Церюта, Давыдов, Сербин, Рафиков (Блинов, 56), Зеленовский. |                                                                                |     |                        |        |

| 2009-03-7 Предсезонный                                                                  | «Волгоград»                                            | 2:0 | «Энергия» (Волжский) | Крымск |
|                                                                                         | 1:0 Сергей Богданов 55′ · 2:0 Владимир Зеленовский 65′ |     |                      |        |
| «Волгоград»: · «Энергия» (Волжский): · Нереализованный пенальти: Роман Тузовский (75'). |                                                        |     |                      |        |

| 2009-03-7 Предсезонный | «Волгоград»                                              | 2:2 | «Динамо» (Санкт-Петербург)                     | Крымск |
|                        | 1:0 Денис Давыдов 25′ · 2:2 Олег Веретенников 80′ (пен.) |     | 1:1 Андрей Гарбузов 53′ · 1:2 Илья Ваганов 62′ |        |

| 2009-03-10 Предсезонный | «Волгоград»              | 1:1 | «Зенит» (Пенза) | Крымск |
|                         | 1:0 Владимир Зеленовский |     |                 |        |

| 2009-03-11 Предсезонный | «Волгоград» | 0:1 | «Русичи» (Орёл)       | Крымск |
| |             |     | 0:1 Артём Польшин 90′ |        |
| «Русичи» (Орёл): Хоркин, Кадушкин, Осколков, Свежинцев (Суров, 76), Губа (Егоров, 68), Рыжов (Мирошкин, 55), Польшин, Ёлкин, Якимов (Сотников, 55), Попов, Абаев. |             |     |                       |        |

| 2009-03-18 Предсезонный | «Волгоград»           | 1:3 | «Урал» (Екатеринбург)                                                      | Адлер                     |
| | 1:3 Кирилл Корбан 89′ |     | 0:1 Робертас Пошкус 55′ · 0:2 Александр Щаницин 70′ · 0:3 Лев Корнилов 82′ | Стадион: Трудовые резервы |
| «Волгоград»: Малышев (Евдохин, 46), Чернов, Уфаев (Пирогов, 65), Мурнов, Бесланеев (Костров, 46), Серебряков (Корбан, 60), О.Веретенников, Гайдуков (Грибков, 60), Стрельников (Зернов, 46), Жданов (Эрлих, 60), Батухтин (Клюев, 46). · «Урал» (Екатеринбург): Армишев, Поворов (Щаницин, 46), Ойеволе, Тумасян (Кацалапов, 30), Рязанцев (Климавичюс, 46), Фидлер, Степанец, Катульский (Корнилов, 46), Герк (Шатов, 46), Мамтов (Пошкус, 46), Шишелов (Ятченко, 46). · О.Веретенников. |                       |     |                                                                            |                           |

| 2009-03-20 Предсезонный | «Волгоград» | 0:0 | «Волга» (Ульяновск) | Адлер |

| 2009-03-21 Предсезонный | «Волгоград» | 0:2 | «Носта» (Новотроицк)                            | Сочи |
| |             |     | 0:1 Андрей Семёнов 9′ · 0:2 Мантас Савенас 90+′ |      |
| «Волгоград»: Малышев (Евдохин, 46), Уфаев, Мурнов (Чумаченко, 65), Бесланеев, Чернов (Костров, 65), Серебряков (Батухтин, 46), О.Веретенников (Зернов, 60), Клюев (Корбан, 30), Стрельников (Пирогов, 30), Гайдуков (Блинов, 80), Жданов (Эрлих, 60). |             |     |                                                 |      |

| 2009-03-22 Предсезонный | «Волгоград»              | 1:3 | «Волга» (Нижний Новгород)                                                   | Сочи |
| | 1:1 Олег Веретенников 9′ |     | 1:1 Максим Семакин 35′ · 1:2 Ненад Иняц 43′ (пен.) · 1:3 Максим Семакин 70′ |      |
| «Волгоград»: Евдохин, Чернов, Уфаев, Мурнов, Бесланеев, Серебряков (Костров, 70), О.Веретенников (Корбан, 70), Клюев (Эрлих, 77), Гайдуков (Батухтин, 46), Пирогов (Стрельников, 75; Блинов, 82), Жданов (Зернов, 46). |                          |     |                                                                             |      |

| 2009-03-26 Предсезонный | «Волгоград»                                  | 2:1 | «Таганрог» | Сочи |
| | 1:0 Яков Эрлих 30′ · 2:1 Роман Тузовский 70′ |     | 1:1 ? 58′  |      |
| «Волгоград»: Евдохин (Соколик, 46; Синельников, 70), Костров (Пирогов, 30), Уфаев (Пискунов, 46), Мурнов (Корбан, 46), Чернов, Серебряков (Блинов, 70), О.Веретенников (П.Веретенников, 70), Гайдуков (Клюев, 46), Батухтин (Стрельников, 46), Тузовский, Эрлих. |                                              |     |            |      |

| 2009-03-28 Предсезонный | «Волгоград» | 0:0 | «Кузбасс» (Кемерово) | Сочи |
| «Волгоград»: Евдохин, Чернов (Костров, 35), Уфаев, Мурнов, Бесланеев (Стрельников, 75), Серебряков (Корбан, 46), О.Веретенников, Гайдуков, Тузовский (Рафиков, 78), Жданов (Эрлих, 63), Батухтин (Пирогов, 46). «Кузбасс» (Кемерово): Чеклецов, Пантелеев, Мехович, Данилин, Мотовилов, Скворцов, Тимофеев, Сорочкин, Падерин, Дорошенко, Ермоленко. На замену выходили: Волгин, Поляков, Старков, Шарубин. |             |     |                      |      |

| 2009-04-30 Контрольный | «Волгоград» | 5:3 | «Волгоград-ВУОР» (Волгоград)                                              | Волгоград                                               |
| | 1:0 Роман Тузовский 5′ · 2:0 Василий Чернов 17′ (пен.) · 3:0 Андрей Сербин 20′ · 4:2 Яков Эрлих 46′ · 5:2 Яков Эрлих 57′ |     | 3:1 Илия Широзия 28′ · 3:2 Илия Широзия 29′ · 5:3 Роман Гагауз 68′ (пен.) | Стадион: Монолит Зрителей: 100 Судья: Александр Царенко |
| «Волгоград»: Евдохин (Синельников, 36), Бесланеев, Чернов, Уфаев (Чумаченко, 36), Костров (Корбан, 25), Смирнов, Клюев, Гайдуков, Сербин (Рафиков, 36), Жданов (Батухтин, 36), Тузовский (Эрлих, 36). «Волгоград-ВУОР» (Волгоград): Бондарев (Малышев, 36), Котлов (П.Веретенников, 49), Кутынец, Бурков, Пелых (Аплеталин, 36), Гайдашевский, Дюжев, Беленинкин (Чурсин, 50), Широзия (Бондарев, 61), Гагауз, П.Веретенников (Казаченко, 36). | |     |                                                                           |                                                         |

| 2009-07-26 Межсезонный | «Энергия» (Волжский)                          | 2:4 | «Волгоград» | Волжский                 |
| | 1:0 Роман Аркатов 18′ · 2:1 Вадим Ладыгин 36′ |     | 1:1 Олег Веретенников 31′ · 2:2 Олег Веретенников 38′ (пен.) · 2:3 Алексей Жданов 41′ · 2:4 Максим Бондаренко 73′ | Судья: Александр Царенко |
| «Энергия» (Волжский): Болдин, Гайденко, Мясников, Пронин (Козырь, 46), Семякин (Лендин, 46), Бабачиев (Грящев, 46), Царикаев (Ворфоломеев, 46), Аркатов, Кудряшов (Баськов, 46), Ладыгин (Матвеев, 46), Поляков (Селищев, 46; Кудряшов, 55). «Волгоград»: Малышев (Евдохин, 46), Чернов (Костров, 46), Дуров (П.Веретенников, 72), Мурнов (Романов, 46), Бесланеев (Ревазов, 46), Клюев (Герасимов, 46; Пирогов, 70), Гайдуков (Сербин, 46), Серебряков (Гаврилов, 46), О.Веретенников (Давыдов, 46), Тузовский (Клещенко, 46), Жданов (Эрлих, 46; Бондаренко, 69). |                                               |     | |                          |

| 2009-08-26 Контрольный | «Цемент» (Михайловка) | 0:6 | «Волгоград» | Михайловка                                                         |
| |                       |     | 0:1 Дмитрий Коваленко 24′ · 0:2 Санал Гаврилов 27′ · 0:3 Роман Тузовский 32′ · 0:4 Денис Клюев 51′ · 0:5 Павел Веретенников 87′ · 0:6 Дмитрий Коваленко 88′ | Стадион: Городской Зрителей: 2 000 Судья: Эдуард Малый (Волгоград) |
| «Цемент» (Михайловка): Дубровин (Саркисов, 46), Котовец, Дружинин, Пискунов (Пармузин, 46), Зотов, Панфилов (Виноградов, 46), Королев (Шибитов, 55), Ихсанов (Дубинин, 63), Рощепкин (Семисотов, 69), Пятаков (Хаустов, 50), Музафаров (Благовещенский, 80). · «Волгоград»: Малышев (Евдохин, 46), Чернов (Костров, 46), Дуров (Бондаренко, 72), Мурнов (Герасимов, 46), Бесланеев (Пирогов, 54), Серебряков (П.Веретенников, 75), Гаврилов (Давыдов, 46), Гайдуков (Жданов, 46), Тузовский (Стрельников, 54), Коваленко, Клюев (Смирнов, 60). · Котовец (21') — Чернов (29'), Клюев (35'). |                       |     | |                                                                    |

| 2009-10-27 Контрольный | «Волгоград»                                                                               | 4:0 | «Волгоград-ВУОР» (Волгоград) | Волгоград                                        |
| | 1:0 Алексей Жданов · 2:0 Алексей Серебряков · 3:0 Алексей Жданов 40′ · 4:0 Алексей Жданов |     |                              | Стадион: Трактор Судья: Эдуард Малый (Волгоград) |
| «Волгоград»: Аванесов, Чернов, Уфаев, Дуров, Костров, Серебряков, Стрельников, Клюев, Тузовский, Гайдуков, Жданов. «Волгоград-ВУОР» (Волгоград): Малышев, Таран, Орлов, Мерденов, Хисматуллин, Артемов, Латухин, Гайдашевский, Федоров, Красноперов, Палчинский. |                                                                                           |     |                              |                                                  |

| 2009-10-27 Контрольный | «Волгоград»        | 1:1 | Сборная МОА «Черноземье» U-16 | Волгоград                                        |
| | 1:1 Яков Эрлих 42′ |     | 0:1 Джикаев 31′               | Стадион: Трактор Судья: Эдуард Малый (Волгоград) |
| «Волгоград»: Остроухов, Костров, Мурнов, Коваленко, Смирнов, Глушков, Герасимов, П.Веретенников, Стрельников, Давыдов, Эрлих. |                    |     |                               |                                                  |

### Второй дивизион. Зона «Юг»

#### Первый круг
| 2009-04-5 1 тур | «Волгоград»                                                              | 3:1      | «Торпедо» (Армавир)   | Волгоград                                                           |
| | 1:0 Алексей Жданов 18′ · 2:0 Алексей Жданов 44′ · 3:0 Алексей Жданов 65′ | Протокол | 3:1 Сергей Дьяков 75′ | Стадион: Олимпия Зрителей: 2 100 Судья: Сергей Суховерхов (Воронеж) |
| «Волгоград»: Малышев, Уфаев, Чернов, Мурнов, Бесланеев (Костров, 70), Давыдов (Пирогов, 78), Гайдуков (Корбан, 62), Тузовский (Батухтин, 68), Серебряков, О.Веретенников, Жданов (Стрельников, 81). · «Торпедо» (Армавир): Гармаш, Путилин, В.Кузнецов, Нечукин (Романенко, 86), Крючихин, Резник (Дьяков, 46), Иванов, Петрук (Гогберашвили, 58), Сандаков, Павлов (Михайленко, 60), Веркашанский (Дряев, 81). · Чернов (59'), Стрельников (88'), Корбан (90') — Кузнецов (62'), Веркашанский (72'), Нечукин (85'). · Нереализованный пенальти: Отар Гогберашвили (75', вратарь). |                                                                          |          |                       |                                                                     |

| 2009-04-11 2 тур | «Кавказтрансгаз-2005» (Рыздвяный) | 0:1      | «Волгоград»            | Рыздвяный                                                    |
| |                                   | Протокол | 0:1 Денис Батухтин 82′ | Стадион: Факел Зрителей: 1 000 Судья: Игорь Кличев (Нальчик) |
| «Кавказтрансгаз-2005» (Рыздвяный): Хайманов, Григоренко, Яцук, Колпаков, Балдин, Литовченко (Клименко, 69; Хамицаев, 90), Ефременко, Гамаонов, Айляров (Бердников, 66), Басиев, Музафаров. · «Волгоград»: Малышев, Мурнов (Корбан, 84), Уфаев, Бесланеев, Чернов, Тузовский (Батухтин, 76), Серебряков, Клюев (Костров, 64), О.Веретенников, Гайдуков (Стрельников, 46; Эрлих, 84), Жданов. · Мурнов (11'). |                                   |          |                        |                                                              |

| 2009-04-17 3 тур | «Волгоград»             | 1:2      | «Машук-КМВ» (Пятигорск)                        | Волгоград                                                         |
| | 1:1 Роман Тузовский 55′ | Протокол | 0:1 Евгений Гаврюк 44′ · 1:2 Валерий Умнов 79′ | Стадион: Олимпия Зрителей: 2 000 Судья: Владимир Кочергин (Пенза) |
| «Волгоград»: Малышев, Уфаев, Чернов, Костров (Стрельников, 81), Бесланеев, Тузовский (Рафиков, 73; Эрлих, 83), Серебряков, Сербин (Батухтин, 57), Клюев (Гайдуков, 57), О.Веретенников, Жданов. · «Машук-КМВ» (Пятигорск): Алексеев, Сухарев, Перевертайло, Умнов, Шевелев, Зангареев, Бровин, Садиров (Хан, 65), Балов, Гаврюк (Чулюканов, 81; Хозиев, 90), Кунижев (Шубладзе, 75). · Жданов (64') — Садиров (28'), Хан (70'). · Хан (70'). |                         |          |                                                |                                                                   |

| 2009-04-24 4 тур | «Жемчужина-Сочи» (Сочи)                         | 2:0      | «Волгоград» | Сочи                                                                                     |
| | 1:0 Роберт Зебелян 11′ · 2:0 Роберт Зебелян 83′ | Протокол |             | Стадион: Центральный им. С.Метревели Зрителей: 4 000 Судья: Сергей Горохов (Владикавказ) |
| «Жемчужина-Сочи» (Сочи): Чихрадзе, Гордиюк, Микадзе, Осипов, Рухаиа, Ридель, Акимов, Королёв, Маркелов (Н.Фиев, 46), Дубровин, Зебелян (Пинчук, 88). · «Волгоград»: Малышев, Уфаев, Чернов, Мурнов (Клюев, 9; Корбан, 67), Бесланеев, Костров, Гайдуков (Рафиков, 81), Тузовский, Сербин (Стрельников, 78), О.Веретенников (Батухтин, 46), Жданов. · Нереализованный пенальти: Роберт Зебелян (65', мимо). |                                                 |          |             |                                                                                          |

| 2009-05-7 6 тур | «Ротор» (Волгоград)                         | 2:3      | «Волгоград»                                                                            | Волгоград                                                             |
| | 1:0 Николай Тюнин 3′ · 2:2 Андрей Гацко 66′ | Протокол | 1:1 Александр Гайдуков 36′ · 1:2 Василий Чернов 62′ (пен.) · 2:3 Олег Веретенников 75′ | Стадион: Олимпия Зрителей: 1 500 Судья: Константин Никиша (Кропоткин) |
| «Ротор» (Волгоград): Белоусов, Куликов, Астунин, Истомин, Пушкарев (Феськов, 12), Троян, Тюнин, Деркач, Гацко, Борисов (Акентьев, 83), Серов (Глазюков, 58). · «Волгоград»: Малышев, Бесланеев, Уфаев, Чернов, Смирнов, Тузовский, Сербин (Стрельников, 59; Батухтин, 84), Гайдуков (Клюев, 67), Серебряков, О.Веретенников (Корбан, 90+), Жданов (Эрлих, 80). · Серов (45'), Белоусов (62'), Феськов (74'), Гацко (84') — Жданов (40'), Тузовский (87'), Эрлих (90'). |                                             |          |                                                                                        |                                                                       |

| 2009-05-13 7 тур | «Волгоград»             | 1:0      | «Энергия» (Волжский) | Волгоград                                                              |
| | 1:0 Роман Тузовский 15′ | Протокол |                      | Стадион: Олимпия Зрителей: 1 000 Судья: Сергей Иванов (Ростов-на-Дону) |
| «Волгоград»: Малышев, Рафиков (Сербин, 46; Костров, 62), Бесланеев, Уфаев, Чернов, Серебряков, Смирнов, Тузовский (Батухтин, 70), О.Веретенников, Гайдуков (Клюев, 74), Жданов (Стрельников, 89). · «Энергия» (Волжский): Никитин, Гизгизов, Семякин, Ворфоломеев, Виноградов, Пронин, Чекунов (Поляков, 46), М.Ионов (Мясников, 72), Гаврилов (Матвеев, 64), Баськов (Ладыгин, 26), Кудряшов. · Бесланеев (78') — Кудряшов (17'), Гаврилов (62'), Поляков (79'). |                         |          |                      |                                                                        |

| 2009-05-16 8 тур | «Волгоград»                              | 2:0      | «Астрахань» | Волгоград                                                            |
| | 1:0 Денис Клюев 21′ · 2:0 Яков Эрлих 90′ | Протокол |             | Стадион: Олимпия Зрителей: 1 000 Судья: Лаша Верулидзе (Владикавказ) |
| «Волгоград»: Малышев, Бесланеев, Костров, Уфаев, Чернов, Тузовский (Батухтин, 84), Смирнов, Клюев (Сербин, 71), Серебряков (Корбан, 90), О.Веретенников (Стрельников, 90), Жданов (Эрлих, 81). · «Астрахань»: Инкин, Лопин (Григорян, 62), Сухов, Морозов, Карлащук, Галин (Штонда, 72), Абрамов, Иванов (Бердышев, 88), Костенко, Седышев (Скорняков, 46), Гриненко (Синяев, 62). · Серебряков (37'), Клюев (40'), Чернов (76'), Сербин (89') — Костенко (30'), Морозов (37'). |                                          |          |             |                                                                      |

| 2009-05-24 9 тур | «Дагдизель» (Каспийск) | 1:0      | «Волгоград» | Каспийск                                                         |
| | 1:0 Рашид Гасанов 42′  | Протокол |             | Стадион: Труд Зрителей: 300 Судья: Вадим Отырба (Ростов-на-Дону) |
| «Дагдизель» (Каспийск): Ш.Саидов, Измаилов, Баламирзаев, Юрманов, Тагиров, Зиядов, Гаджиев (Зайцев, 88), Гафаров, Р.Гасанов, Р.Ибрагимов (Курбанов, 71), Шаванов (З.Ибрагимов, 85). · «Волгоград»: Малышев, Уфаев, Чернов, Мурнов (Стрельников, 76), Бесланеев, Костров (Батухтин, 46), Клюев (Гайдуков, 46), Тузовский (Эрлих, 81), Серебряков, О.Веретенников, Жданов. · Юрманов (73'), Зайцев (90+'). |                        |          |             |                                                                  |

| 2009-05-27 10 тур | «Автодор» (Владикавказ) | 0:0      | «Волгоград» | Октябрьское                                                                    |
| |                         | Протокол |             | Стадион: СОК им. Е.Тедеева Зрителей: 2 500 Судья: Виталий Анисимов (Краснодар) |
| «Автодор» (Владикавказ): Валиев, Саккати, Тетрашвили, Алборов (Дряев, 83), Сиукаев, Макиев, Гаглоев, Карсанов, Хуриев (Болотаев, 89), Елбаев, Салбиев (Оказов, 61). · «Волгоград»: Малышев, Уфаев, Чернов (Костров, 80), Мурнов, Бесланеев, О.Веретенников, Гайдуков (Клюев, 73), Тузовский (Стрельников, 90), Серебряков, Батухтин (Сербин, 41), Эрлих (Жданов, 46). · Макиев (78') — Серебряков (42'), Уфаев (43'). |                         |          |             |                                                                                |

| 2009-06-2 11 тур | «Волгоград»                                                                                         | 4:1      | «Ангушт» (Назрань)     | Волгоград                                                           |
| | 1:0 Алексей Жданов 13′ · 2:0 Алексей Жданов 39′ · 3:0 Олег Веретенников 63′ · 4:1 Михаил Мурнов 74′ | Протокол | 3:1 Султан Хуранов 65′ | Стадион: Олимпия Зрителей: 1 500 Судья: Сергей Смирнов (Кисловодск) |
| «Волгоград»: Малышев, Мурнов, Чернов (Гайдуков, 62), Костров (Дуров, 55), Бесланеев, Тузовский (Эрлих, 68), Серебряков, Сербин (Давыдов, 46), О.Веретенников, Клюев, Жданов (Стрельников, 77). · «Ангушт» (Назрань): Рощевский, Хасханов, Хуранов, Шаков, Албаков, Дзейтов (Алиев, 79), Ахильгов (Келигов, 64), Балкаров (Мазаев, 37), Белашов (Хабекиров, 46), Газдиев, З.Зангиев (Зязиков, 72). · Тузовский (34'), Дуров (65') — З.Зангиев (20'), Дзейтов (58'), Келигов (64'). | |          |                        |                                                                     |

| 2009-06-6 12 тур | «Волгоград»                                                              | 3:1      | «Батайск-2007» (Батайск) | Волгоград                                                           |
| | 1:0 Алексей Жданов 13′ · 2:0 Алексей Жданов 37′ · 3:1 Алексей Жданов 80′ | Протокол | 2:1 Николай Ширшов 54′   | Стадион: Олимпия Зрителей: 1 100 Судья: Олег Кузьменко (Изобильный) |
| «Волгоград»: Малышев, Мурнов, Костров, Уфаев, Бесланеев, Серебряков (Дуров, 87), Клюев (Стрельников, 90), О.Веретенников, Гайдуков (Сербин, 82), Давыдов (Тузовский, 68), Жданов (Эрлих, 84). · «Батайск-2007» (Батайск): Игнатьев, Гузь, Кузнецов, Рамазанов (Романенко, 72), Ширшов, Поляруш, Аброскин (Состин, 75), Говорухин, Гринюк, Боков, Мезинов. · Бесланеев (42') — Ширшов (37'), Гузь (78'). |                                                                          |          |                          |                                                                     |

| 2009-06-13 13 тур | «Таганрог» | 0:4      | «Волгоград»                                                                                         | Таганрог                                                         |
| |            | Протокол | 0:1 Алексей Жданов 47′ · 0:2 Роман Тузовский 48′ · 0:3 Роман Тузовский 54′ · 0:4 Денис Батухтин 80′ | Стадион: Торпедо Зрителей: 700 Судья: Юрий Мирошник (Кисловодск) |
| «Таганрог»: Бокша, Селюков, Степанов, Шевченко, Орехов (Казаченко, 52), Николаев (Курбанов, 51), Белоколосов, Корчагин (Смирнов, 83), Ванжула (Мисюра, 70), Зубченко, Тараненко (Сердюк, 50). · «Волгоград»: Малышев, Мурнов, Уфаев, Бесланеев, Чернов, Серебряков (Сербин, 68), Клюев (Батухтин, 62), Тузовский, О.Веретенников (Дуров, 59), Давыдов (Гайдуков, 46), Жданов (Эрлих, 65). · Селюков (52'), Белоколосов (63'), Зубченко (73'). |            |          | |                                                                  |

| 2009-06-16 14 тур | «Дружба» (Майкоп)      | 1:2      | «Волгоград»                                      | Майкоп                                                                                  |
| | 1:0 Михаил Суршков 29′ | Протокол | 1:1 Алексей Жданов 71′ · 1:2 Дмитрий Костров 84′ | Стадион: Адыгейский республиканский Зрителей: 1 200 Судья: Юрий Кисличенко (Ставрополь) |
| «Дружба» (Майкоп): Макоев, Потешкин, Папулов, Алимов, Агрба, Приганюк, Мамбетов, Барахоев, Нартиков (Карежев, 52), Суршков, Кулов (Волков, 75). · «Волгоград»: Малышев, Бесланеев, Уфаев, Чернов (Костров, 61), Мурнов, Серебряков, Клюев (Дуров, 90), Тузовский (Эрлих, 67), О.Веретенников, Гайдуков (Батухтин, 46; Сербин, 82), Жданов. · Кулов (36'), Агрба (62'), Барахоев (72') — Мурнов (66'), Клюев (72'). |                        |          |                                                  |                                                                                         |

| 2009-06-22 15 тур | «Волгоград»                                   | 2:0      | «Ставрополь» | Волгоград                                                                   |
| | 1:0 Роман Тузовский 83′ · 2:0 Яков Эрлих 90+′ | Протокол |              | Стадион: Олимпия Зрителей: 2 000 Судья: Владимир Казьменко (Ростов-на-Дону) |
| «Волгоград»: Малышев, Мурнов, Бесланеев, Уфаев, Чернов, Серебряков (Костров, 90+), Клюев (Эрлих, 76), Давыдов (Гайдуков, 46), Тузовский (Сербин, 89), О.Веретенников, Жданов (Дуров, 87). · «Ставрополь»: Стрикалов, Иванов, Криворотов, Корбут (Невидимый, 75), Синеоков, Омельченко (Калоев, 46), Дышеков, Магомедов, Шевырев, Курачинов, Удодов (Беришвили, 90+). · Мурнов (56'), Чернов (85') — Иванов (20'), Синеоков (21'), Стрикалов (43'), Магомедов (86'). · Нереализованный пенальти: Василий Чернов (43', штанга). |                                               |          |              |                                                                             |

| 2009-06-27 16 тур | «Волгоград»                                      | 2:1      | «Краснодар-2000» (Краснодар) | Волгоград                                                               |
| | 1:0 Алексей Жданов 22′ · 2:1 Роман Тузовский 88′ | Протокол | 1:1 Олег Правило 62′         | Стадион: Олимпия Зрителей: 1 500 Судья: Константин Скляров (Ставрополь) |
| «Волгоград»: Малышев, Бесланеев, Чернов (Костров, 84), Уфаев, Мурнов, О.Веретенников, Тузовский, Серебряков (Гайдуков, 66), Клюев (Дуров, 80), Эрлих (Давыдов, 49), Жданов (Сербин, 90). · «Краснодар-2000» (Краснодар): Р.Мамедов, Правило, Удод, Нарижний, Казаков, Шалаев (И.Масленников, 84), Юдин (Несмачных, 46), Церюта (Заика, 31), Э.Мамедов (Безгласный, 75), Кокоскерия, Боев (Рябоконь, 90+). · Эрлих (38'), Жданов (65'). |                                                  |          |                              |                                                                         |

| 2009-07-5 17 тур | «Ставрополье-2009» (Ставрополь) | 1:1      | «Волгоград»            | Ставрополь                                                            |
| | 1:0 Денис Кириленко 53′         | Протокол | 1:1 Алексей Жданов 72′ | Стадион: Динамо Зрителей: 1 500 Судья: Сергей Иванов (Ростов-на-Дону) |
| «Ставрополье-2009» (Ставрополь): Малахов, Протопопов, Хорин, Красников, Климов, Стрельцов, Гузь (Заздравных, 86), Кириленко, Шовгенов (Духнов, 78), Луценко, Виноградов. · «Волгоград»: Малышев, Уфаев, Чернов (Костров, 60), Мурнов (Дуров, 55), Бесланеев, О.Веретенников, Тузовский, Серебряков, Клюев (Эрлих, 56), Сербин (Гайдуков, 46; Батухтин, 83), Жданов. · Климов (67') — Клюев (38'). |                                 |          |                        |                                                                       |

{{footballbox_collapsible
|date=2009-07-18
|time=
|round=19 тур
|team1=СКА (Ростов-на-Дону)
|score=1:4
|report=Протокол
|team2=«Волгоград»
|goals1=1:1 [[Чернокозов, Максим Петровичbr />3:0 Олег Веретенников  63′|Максим Чернокозов]]  50′
|goals2=0:1 Алексей Жданов  24′
1:2 Олег Веретенников  52′ (пен.)
1:3 Александр Гайдуков  84′
1:4 Алексей Жданов  90+′ (пен.)
|squad1=Ковнеристов, Борисенко, Свириденко, Чернокозов (Сляднев, 56), Бакланов, Чечулин, Асланиди (Ивашенцев, 46), Смуров, Грантовский, Лебединцев (Бобраков, 67), Ищенко (Порофиев, 46).
|squad2=Малышев (Евдохин, 56), Мурнов (Дуров, 29), Уфаев, Бесланеев, Рафиков (Гайдуков, 46), Чернов (Костров, 68), Серебряков, О.Веретенников, Клюев (Сербин, 65), Тузовский, Жданов.

 Ивашенцев (90') — Гайдуков (76').
|stadium=СКА СКВО
|location=Ростов-на-Дону
|attendance=1 000
|referee=Виталий Анисимов (Краснодар)
|result=W
}}

#### Второй круг
| 2009-07-30 20 тур | «Волгоград» | 6:0      | «Кавказтрансгаз-2005» (Рыздвяный) | Волгоград                                                                     |
| | 1:0 Сергей Уфаев 11′ · 2:0 Олег Веретенников 36′ · 3:0 Роман Тузовский 40′ · 4:0 Алексей Жданов 47′ · 5:0 Алексей Жданов 49′ · 6:0 Роман Тузовский 90′ | Протокол |                                   | Стадион: Олимпия Зрителей: 1 500 Судья: Василий Мирошниченко (Ростов-на-Дону) |
| «Волгоград»: Малышев, Бесланеев, Дуров (Мурнов, 64), Чернов (Костров, 59), Уфаев, Тузовский, Серебряков (Стрельников, 70), Клюев (Давыдов, 51), О.Веретенников, Гайдуков, Жданов (Эрлих, 69). · «Кавказтрансгаз-2005» (Рыздвяный): Хайманов, Трофимов, Колпаков, Балдин, Литовченко, Бердников (Робакидзе, 55), Леонидов, Айляров (Ефременко, 42), Бериев (Хамицаев, 73), Музафаров (Ефремов, 83), Басиев. · Уфаев (32'), Гайдуков (85') — Балдин (11'). · Нереализованный пенальти: Валерий Басиев (90+', вратарь). | |          |                                   |                                                                               |

| 2009-08-6 21 тур | «Машук-КМВ» (Пятигорск) | 1:0      | «Волгоград» | Пятигорск                                                               |
| | 1:0 Роман Сухарев 14′   | Протокол |             | Стадион: Центральный Зрителей: 1 800 Судья: Максим Шутов (Новочеркасск) |
| «Машук-КМВ» (Пятигорск): Алексеев, Умнов, Шевелев, Сухарев, Мулляр, Балов (Перевертайло, 90+), Шубладзе, Хозиев (Зангареев, 55), Хан (Чулюканов, 70), Садиров, Кунижев (Бровин, 87). · «Волгоград»: Малышев, Бесланеев, Уфаев, Дуров (Коваленко, 46), Чернов (Клюев, 60), Тузовский, Серебряков (Гаврилов, 46; Мурнов, 68), О.Веретенников, Гайдуков (Эрлих, 80), Жданов, Герасимов. · Мулляр (78') — О.Веретенников (85'), Клюев (90'). |                         |          |             |                                                                         |

| 2009-08-12 22 тур | «Волгоград» | 0:1      | «Жемчужина-Сочи» (Сочи)    | Волгоград                                                              |
| |             | Протокол | 0:1 Станислав Дубровин 85′ | Стадион: Олимпия Зрителей: 2 200 Судья: Игорь Калиниченко (Ставрополь) |
| «Волгоград»: Малышев, Дуров, Уфаев, Коваленко, Бесланеев, Пирогов (Герасимов, 29), Серебряков, О.Веретенников, Гайдуков (Гаврилов, 60; Эрлих, 87), Тузовский, Жданов. · «Жемчужина-Сочи» (Сочи): Чихрадзе, Осипов, Гордиюк, Клюев, Ридель (В.Фиев, 73), Акимов, Н.Фиев (Котов, 78), Королёв, Рухаиа (Пинчук, 85), Зебелян, Дубровин. · Жданов (44'), Коваленко (54') — Ридель (19'), Волков (86'). |             |          |                            |                                                                        |

| 2009-08-25 24 тур | «Волгоград» | 3:0 (+:−) | «Ротор» (Волгоград) | Волгоград        |
|                   |             | Протокол  |                     | Стадион: Олимпия |

| 2009-08-31 25 тур | «Энергия» (Волжский)  | 1:1      | «Волгоград»               | Волжский                                                                                |
| | 1:0 Роман Баськов 33′ | Протокол | 1:1 Олег Веретенников 67′ | Стадион: Центральный им. Ф.Г.Логинова Зрителей: 2 000 Судья: Максим Фролкин (Краснодар) |
| «Энергия» (Волжский): Никитин, Пронин (Мясников, 72), Семякин, Царикаев, Аркатов, И.Ионов, Астунин, Бабичев (М.Ионов, 52), Баськов, Кудряшов (Иванов, 82), Волжанов (Ладыгин, 23; Поляков, 59). · «Волгоград»: Малышев, Уфаев, Чернов (Смирнов, 63), Бесланеев, Коваленко, Дуров, О.Веретенников, Гайдуков (Гаврилов, 66), Серебряков, Клюев (Герасимов, 33), Тузовский (Давыдов, 76). · Пронин (70'), Поляков (79'), Никитин (90'), Аркатов (90') — Коваленко (49'), Малышев (54'). · Поляков (85'). |                       |          |                           |                                                                                         |

| 2009-09-3 26 тур | «Астрахань»                                    | 2:1      | «Волгоград»               | Астрахань                                                              |
| | 1:0 Сергей Сухов 21′ · 2:1 Алексей Абрамов 77′ | Протокол | 1:1 Олег Веретенников 38′ | Стадион: Астрахань Зрителей: 2 000 Судья: Лаша Верулидзе (Владикавказ) |
| «Астрахань»: Инкин, Лопин (Штонда, 84), Морозов, Григорян, Сухов, Карлащук, Абрамов, Грантовский (Тарасенко, 90), Галин, Камкин (Иванов, 24), Гриненко (Синяев, 46). · «Волгоград»: Малышев (Евдохин, 46), Бесланеев, Коваленко (Смирнов, 69), Дуров, Чернов (Гаврилов, 59), Уфаев, Тузовский, Клюев (Герасимов, 46), О.Веретенников, Гайдуков (Эрлих, 80), Жданов. · Сухов (36'), Лопин (74') — Уфаев (41'). |                                                |          |                           |                                                                        |

| 2009-09-10 27 тур | «Волгоград»                                                                                            | 4:2      | «Дагдизель» (Каспийск)                          | Волгоград                                                                     |
| | 1:1 Сергей Уфаев 45′ · 2:1 Александр Гайдуков 47′ · 3:1 Олег Веретенников 65′ · 4:2 Алексей Жданов 86′ | Протокол | 0:1 Заки Ибрагимов 13′ · 3:2 Заки Ибрагимов 75′ | Стадион: Олимпия Зрителей: 1 600 Судья: Василий Мирошниченко (Ростов-на-Дону) |
| «Волгоград»: Малышев, Чернов, Дуров, Бесланеев, Уфаев, Серебряков, О.Веретенников (Стрельников, 75), Гайдуков (Герасимов, 67), Клюев (Коваленко, 59), Тузовский (Смирнов, 78), Жданов (Эрлих, 87). · «Дагдизель» (Каспийск): Мустапаев, Измаилов (Б.Гусейнов, 88), Баламирзаев, Оруджев (Тагиров, 73), Т.Саидов (Гитинов, 78), Зайцев, Айдемиров, Гафаров (А.Ибрагимов, 78), Газимагомедов (Курбанов, 74), З.Ибрагимов, Р.Ибрагимов. · Жданов (25') — Р.Ибрагимов (44'). | |          |                                                 |                                                                               |

| 2009-09-13 28 тур | «Волгоград» | 0:0      | «Автодор» (Владикавказ) | Волгоград                                                           |
| |             | Протокол |                         | Стадион: Олимпия Зрителей: 1 700 Судья: Сергей Смирнов (Кисловодск) |
| «Волгоград»: Малышев, Чернов (Герасимов, 83), Дуров, Бесланеев, Уфаев (Костров, 53), Коваленко (Клюев, 77), О.Веретенников, Серебряков, Гайдуков (Смирнов, 67), Тузовский, Жданов. · «Автодор» (Владикавказ): Валиев, Тетрашвили, Саккати, Оказов (Хубулов, 67), Дряев, Догузов, Гаглоев, Алборов (Табуев, 89), Сиукаев (Цакулов, 83), Салбиев, Хуриев (Болотаев, 87). · Уфаев (37'), Чернов (49') — Дряев (32'), Хубулов (74'). · Дряев (78'). |             |          |                         |                                                                     |

| 2009-09-20 29 тур | «Ангушт» (Назрань)                                   | 2:2      | «Волгоград»                                 | Назрань                                                                          |
| | 1:0 Султан Хуранов 19′ · 2:2 Абдулхамид Ахильгов 84′ | Протокол | 1:1 Яков Эрлих 60′ · 1:2 Алексей Жданов 64′ | Стадион: Центральный им. Р.Аушева Зрителей: 300 Судья: Сергей Погарченко (Шахты) |
| «Ангушт» (Назрань): Рощевский, Нечукин, Аушев (Хасханов, 46), Албаков, Хуранов, Мазаев, Балкаров, Ахильгов, Хабекиров (Мусатов, 89), Даурбеков (Кариев, 72), З.Зангиев (Алиев, 80). · «Волгоград»: Малышев, Дуров, Костров, Коваленко, Бесланеев, Серебряков, Тузовский, Клюев (Эрлих, 46), О.Веретенников, Гайдуков (Смирнов, 53), Жданов. · Коваленко (31'). |                                                      |          |                                             |                                                                                  |

| 2009-09-23 30 тур | «Батайск-2007» (Батайск)   | 1:1      | «Волгоград»                    | Батайск                                                                   |
| | 1:0 Александр Аброскин 66′ | Протокол | 1:1 Алексей Жданов 90+′ (пен.) | Стадион: Локомотив Зрителей: 1 000 Судья: Константин Скляров (Ставрополь) |
| «Батайск-2007» (Батайск): Игнатьев, Юдин, Ширшов, Кузнецов, Гузь, Говорухин, Супрун, Поляруш, Аброскин (Хадиков, 74), Состин, Мезинов (Гринюк, 64). · «Волгоград»: Малышев, Уфаев, Чернов, Коваленко (Эрлих, 46), Бесланеев, Дуров (Стрельников, 78), Тузовский (Клюев, 45), Смирнов (Давыдов, 54), О.Веретенников, Серебряков, Жданов. · Ширшов (42'), Хадиков (73'), Юдин (77') — Серебряков (58'), Дуров (77'), Давыдов (85'). |                            |          |                                |                                                                           |

| 2009-09-30 31 тур | «Волгоград»                                                               | 3:0      | «Таганрог» | Волгоград                                                        |
| | 1:0 Алексей Жданов 5′ · 2:0 Роман Тузовский 68′ · 3:0 Иван Герасимов 90+′ | Протокол |            | Стадион: Олимпия Зрителей: 800 Судья: Юрий Мирошник (Кисловодск) |
| «Волгоград»: Малышев, Чернов, Уфаев, Бесланеев, Дуров, Гайдуков (Смирнов, 56), Яцко (Стрельников, 52), Тузовский (Герасимов, 82), О.Веретенников (Мурнов, 77), Серебряков, Жданов (Эрлих, 67). · «Таганрог»: Карагезян, Бакурский, Орехов, Селюков (Шевченко, 79), Мырза, Одинцов (Степанов, 87), Матвеев (Мисюра, 70), Белоколосов, Большаков, Дьяков, Сердюк. · О.Веретенников (62') — Одинцов (73'). |                                                                           |          |            |                                                                  |

| 2009-10-4 32 тур | «Волгоград» | 0:0      | «Дружба» (Майкоп) | Волгоград                                                             |
| |             | Протокол |                   | Стадион: Олимпия Зрителей: 1 500 Судья: Константин Никиша (Кропоткин) |
| «Волгоград»: Малышев, Чернов, Уфаев, Бесланеев, Дуров (Клюев, 73), Гайдуков (Герасимов, 55), Яцко (Стрельников, 51), Тузовский, О.Веретенников, Серебряков, Жданов. · «Дружба» (Майкоп): Макоев, Алимов, Магкеев, Потешкин, Папулов, Приганюк, Мамбетов, Нартиков (Агрба, 90+), Карежев (Кошко, 39; Шуков, 90+), Суршков, Волков. · Уфаев (36') — Карежев (12'), Мамбетов (32'), Приганюк (36'), Волков (63'). |             |          |                   |                                                                       |

| 2009-10-9 33 тур | «Ставрополь»             | 1:2      | «Волгоград»                                      | Ставрополь                                                     |
| | 1:2 Азамат Курачинов 86′ | Протокол | 0:1 Алексей Жданов 39′ · 0:2 Роман Тузовский 78′ | Стадион: Динамо Зрителей: 2 500 Судья: Александр Гончар (Сочи) |
| «Ставрополь»: Степаненко, Синеоков, Корбут, Нижевязов, Чернышов, Шевырев (Удодов, 57), Калоев (Курачинов, 78), Колесников, Дышеков, Омельченко (Магомедов, 58), Маркосов. · «Волгоград»: Малышев, Уфаев, Чернов, Дуров, Бесланеев, Тузовский (Костров, 80), Серебряков, О.Веретенников (Стрельников, 90), Гайдуков (Коваленко, 56), Клюев (Герасимов, 65), Жданов (Эрлих, 75). · Калоев (38') — Уфаев (38'), Коваленко (60'), Малышев (90+'). |                          |          |                                                  |                                                                |

| 2009-10-15 34 тур | «Краснодар-2000» (Краснодар) | 1:2      | «Волгоград»                                   | Краснодар                                                      |
| | 1:0 Леонид Боев 49′          | Протокол | 1:1 Иван Герасимов 71′ · 1:2 Андрей Дуров 85′ | Стадион: Труд Зрителей: 200 Судья: Сергей Смирнов (Кисловодск) |
| «Краснодар-2000» (Краснодар): Р.Мамедов, Несмачных, Удод, Зиновьев, Зайцев, Нарижний, Заика (Шалаев, 61), Кокоскерия, Церюта, Э.Мамедов (Юдин, 73), Боев (Бояринцев, 58). · «Волгоград»: Малышев, Бесланеев (Герасимов, 62), Дуров, Чернов, Уфаев, Тузовский (Давыдов, 90), Серебряков, Клюев (Стрельников, 79), О.Веретенников, Гайдуков (Эрлих, 51), Жданов (Костров, 86). · Кокоскерия (51'), Юдин (78'), Мамедов (84'), Несмачных (90+') — Чернов (51'), Клюев (62'), Жданов (69'). · Кокоскерия (70'). · Нереализованный пенальти: Сергей Удод (70', вратарь). |                              |          |                                               |                                                                |

| 2009-10-21 35 тур | «Волгоград»                                                                             | 3:0      | «Ставрополье-2009» (Ставрополь) | Волгоград                                                           |
| | 1:0 Сергей Уфаев 16′ · 2:0 Виталий Стрельцов 42′ (авт.) · 3:0 Алексей Жданов 52′ (пен.) | Протокол |                                 | Стадион: Олимпия Зрителей: 1 500 Судья: Феликс Шикерханов (Дербент) |
| «Волгоград»: Малышев, Бесланеев (Костров, 77), Дуров, Чернов, Уфаев, Тузовский (Стрельников, 74), Серебряков, Клюев (Эрлих, 65), О.Веретенников (П.Веретенников, 83), Гайдуков (Герасимов, 53), Жданов. · «Ставрополье-2009» (Ставрополь): Черноруков, Андреев (Заздравных, 65), Протопопов, Климов (Уракбаев, 52; Чулюканов, 69), М.Михайлов, Даниленко, Гузь, Стрельцов (В.Духнов, 70), Семёнов, Злыднев, Панченко. · Уфаев (88') — Даниленко (52'), Уракбаев (65'). |                                                                                         |          |                                 |                                                                     |

| 2009-11-1 37 тур | «Волгоград»                                     | 2:1      | СКА (Ростов-на-Дону)     | Волгоград                                                            |
| | 1:0 Александр Гайдуков 31′ · 2:1 Яков Эрлих 63′ | Протокол | 1:1 Алексей Бузняков 43′ | Стадион: Олимпия Зрителей: 1 500 Судья: Виталий Анисимов (Краснодар) |
| «Волгоград»: Малышев, Бесланеев, Дуров, Чернов, Уфаев, Тузовский (Смирнов, 78), Серебряков, Клюев (Эрлих, 52), О.Веретенников (Глушков, 90+), Гайдуков (Герасимов, 60), Жданов (Коваленко, 84). · СКА (Ростов-на-Дону): Афанасьев, Горбачев, Скляднев, Чечулин, Дранников, Бузняков, Гейдаров, Попов, Шкурат, Бирюков, Рыбальченко (Тумасян, 75). · Уфаев (77') — Шкурат (19'), Дранников (28'), Афанасьев (48'). |                                                 |          |                          |                                                                      |

| 2009-11-8 38 тур | «Торпедо» (Армавир)   | 1:2      | «Волгоград»                                         | Армавир                                                               |
| | 1:2 Карен Саргсян 82′ | Протокол | 0:1 Алексей Жданов 60′ · 0:2 Александр Гайдуков 66′ | Стадион: Юность Зрителей: 3 200 Судья: Игорь Калиниченко (Ставрополь) |
| «Торпедо» (Армавир): Меркульев, В.Кузнецов, Крючихин, Бугаев, Мараховский, Петрук (Асланиди, 79), Иванов (Сандаков, 82), Бакланов, Балабанов, Саргсян, Веркашанский. · «Волгоград»: Евдохин, Коваленко, Костров, Бесланеев, Дуров, О.Веретенников, Тузовский (Смирнов, 75), Серебряков (Глушков, 67), Эрлих (П.Веретенников, 71), Жданов (Мурнов, 80), Герасимов (Гайдуков, 63). · Крючихин (34'), Саргсян (43') — Дуров (33'), Серебряков (43'), Коваленко (66'), Костров (84'). · Нереализованный пенальти: Сергей Веркашанский (43', вратарь). |                       |          |                                                     |                                                                       |

### Кубок России
| 2009-04-20 1/512 финала | «Волгоград»             | 1:0      | «Ротор» (Волгоград) | Волгоград                                                        |
| | 1:0 Роман Тузовский 20′ | Протокол |                     | Стадион: Олимпия Зрителей: 2 000 Судья: Сергей Сошенко (Воронеж) |
| «Волгоград»: Евдохин, Уфаев, Чернов, Костров, Бесланеев, Корбан (Клюев, 57), Гайдуков, О.Веретенников (Рафиков, 89), Тузовский (Стрельников, 74), Сербин (Батухтин, 46), Жданов (Эрлих, 65). · «Ротор» (Волгоград): Белоусов, Астунин (Яковлев, 57), Пушкарев, Истомин, Куликов, Ларионов, Борисов (Гацко, 46), Троян, Тюнин, Деркач (Глазюков, 54), Серов (Жидких, 68). · Жданов (22') — Пушкарев (28'), Астунин (56'), Троян (90'). |                         |          |                     |                                                                  |

| 2009-05-4 1/256 финала | «Энергия» (Волжский) | 0:1      | «Волгоград»                | Волжский                                                                                 |
| |                      | Протокол | 0:1 Андрей Стрельников 23′ | Стадион: Центральный им. Ф.Г.Логинова Зрителей: 3 500 Судья: Феликс Шикерханов (Дербент) |
| «Энергия» (Волжский): Саркисов, Романов (И.Ионов, 46), Ворфоломеев (Семякин, 46), Виноградов, Царикаев (Баськов, 46), Чекунов, М.Ионов (Мясников, 50), Гаврилов, Матвеев (Кудряшов, 46), Ладыгин, Поляков. · «Волгоград»: Малышев (Евдохин, 46), Рафиков (Сербин, 46), Бесланеев, Уфаев, Чернов, Смирнов, Клюев, Стрельников (Гайдуков, 60), Корбан, Батухтин (Тузовский, 46), Эрлих (Жданов, 46). · Царикаев (24'), Гаврилов (90') — Корбан (35'), Уфаев (48'). |                      |          |                            |                                                                                          |

| 2009-05-20 1/128 финала | «Волгоград»                                          | 2:1      | «Дагдизель» (Каспийск)   | Волгоград                                                      |
| | 1:1 Руслан Бесланеев 63′ · 2:1 Олег Веретенников 76′ | Протокол | 0:1 Рустам Ибрагимов 31′ | Стадион: Олимпия Зрителей: 1 000 Судья: Игорь Кличев (Нальчик) |
| «Волгоград»: Евдохин, Костров, Бесланеев, Мурнов (Уфаев, 46), Стрельников (Чернов, 46), Сербин (Серебряков, 46), Корбан, О.Веретенников, Клюев, Батухтин (Тузовский, 46), Эрлих (Жданов, 46). · «Дагдизель» (Каспийск): Шелаев (А.Гусейнов, 46), Рамалданов (Гафаров, 46), Юрманов, Баламирзаев, Измаилов, Зиядов, Гаджиев, Тагиров (Исмаилов, 81), З.Ибрагимов (Шаванов, 76), Курбанов (Р.Гасанов, 64), Р.Ибрагимов. · Мурнов (41') — Тагиров (76'), Измаилов (78'), Р.Гасанов (87'). |                                                      |          |                          |                                                                |

| 2009-06-9 1/64 финала | «Батайск-2007» (Батайск) | 1:2 (доп. вр.) | «Волгоград»                                         | Батайск                                                              |
| | 1:1 Дмитрий Гузь 41′     | Протокол       | 0:1 Роман Тузовский 6′ · 1:2 Александр Гайдуков 98′ | Стадион: Локомотив Зрителей: 1 700 Судья: Максим Фролкин (Краснодар) |
| «Батайск-2007» (Батайск): Игнатьев, Ширшов, Гузь, Кузнецов, Состин (Аброскин, 77), Говорухин, Романенко (Рамазанов, 105), Поляруш (Зюганов, 67), Боков, Мезинов (Ануфриенко, 101), Гринюк. · «Волгоград»: Евдохин, Уфаев, Чернов (Костров, 46), Бесланеев, Мурнов, О.Веретенников, Тузовский, Серебряков, Клюев (Гайдуков, 46), Сербин (Стрельников, 46; Батухтин, 58), Жданов (Эрлих, 58). · Говорухин (52'), Аброскин (85') — Мурнов (43'), Уфаев (77'). |                          |                |                                                     |                                                                      |

| 2009-07-1 1/32 финала | «Волгоград» | 0:1      | «Салют-Энергия» (Белгород) | Волгоград                                                       |
| |             | Протокол | 0:1 Николай Марков 18′     | Стадион: Олимпия Зрителей: 2 500 Судья: Юрий Куница (Краснодар) |
| «Волгоград»: Малышев, Дуров, Чернов, Бесланеев, Костров (Батухтин, 69), Серебряков, О.Веретенников, Клюев (Рафиков, 86), Гайдуков (Эрлих, 64), Тузовский, Жданов. · «Салют-Энергия» (Белгород): Котов, Жирный, Отюцкий, Старков, Тонких (Ермаков, 81), Марков, Коробкин (Порошин, 90), Сурнев (Ткачук, 73), Шевченко, Кушов, Шелютов. · Дуров (34'), Жданов (90+'). |             |          |                            |                                                                 |

## Статистика

### Индивидуальная

#### Матчи и голы
| 1                                                    | Флаг России | Вр  | Александр Малышев  | 34 | -27 | 32 | -26 | 2 | -1 |
| 33                                                   | Флаг России | Вр  | Андрей Евдохин     | 7  | -4  | 3  | -2  | 4 | -2 |
| 13                                                   | Флаг России | Защ | Руслан Бесланеев   | 38 | 1   | 33 | 0   | 5 | 1  |
| 23                                                   | Флаг России | Защ | Сергей Уфаев       | 34 | 3   | 30 | 3   | 4 | 0  |
| 8                                                    | Флаг России | Защ | Василий Чернов     | 34 | 1   | 29 | 1   | 5 | 0  |
| 21                                                   | Флаг России | Защ | Дмитрий Костров    | 26 | 1   | 22 | 1   | 4 | 0  |
| 4                                                    | Флаг России | Защ | Андрей Дуров       | 25 | 1   | 24 | 1   | 1 | 0  |
| 5                                                    | Флаг России | Защ | Михаил Мурнов      | 19 | 1   | 17 | 1   | 2 | 0  |
|                                                      | Флаг России | Защ | Дмитрий Коваленко  | 11 | 0   | 11 | 0   | 0 | 0  |
|                                                      | Флаг России | Защ | Евгений Пирогов    | 2  | 0   | 2  | 0   | 0 | 0  |
|                                                      | Флаг России | Защ | Павел Орлов        | 0  | 0   | 0  | 0   | 0 | 0  |
|                                                      | Флаг России | Защ | Степан Рябоконь    | 0  | 0   | 0  | 0   | 0 | 0  |
|                                                      | Флаг России | Защ | Андрей Хисматуллин | 0  | 0   | 0  | 0   | 0 | 0  |
|                                                      | Флаг России | Защ | Евгений Чумаченко  | 0  | 0   | 0  | 0   | 0 | 0  |
| 24                                                   | Флаг России | ПЗ  | Роман Тузовский    | 38 | 12  | 33 | 10  | 5 | 2  |
| 9                                                    | Флаг России | ПЗ  | Олег Веретенников  | 37 | 8   | 33 | 7   | 4 | 1  |
| 25                                                   | Флаг России | ПЗ  | Александр Гайдуков | 35 | 6   | 31 | 5   | 4 | 1  |
| 22                                                   | Флаг России | ПЗ  | Денис Клюев        | 34 | 1   | 29 | 1   | 5 | 0  |
| 2                                                    | Флаг России | ПЗ  | Алексей Серебряков | 34 | 0   | 31 | 0   | 3 | 0  |
| 34                                                   | Флаг России | ПЗ  | Андрей Стрельников | 23 | 1   | 19 | 0   | 4 | 1  |
|                                                      | Флаг России | ПЗ  | Владимир Смирнов   | 13 | 0   | 12 | 0   | 1 | 0  |
| 19                                                   | Флаг России | ПЗ  | Денис Давыдов      | 10 | 0   | 10 | 0   | 0 | 0  |
|                                                      | Флаг России | ПЗ  | Санал Гаврилов     | 4  | 0   | 4  | 0   | 0 | 0  |
|                                                      | Флаг России | ПЗ  | Павел Веретенников | 2  | 0   | 2  | 0   | 0 | 0  |
|                                                      | Флаг России | ПЗ  | Никита Глушков     | 2  | 0   | 2  | 0   | 0 | 0  |
|                                                      | Флаг России | ПЗ  | Александр Яцко     | 2  | 0   | 2  | 0   | 0 | 0  |
| 10                                                   | Флаг России | Нап | Алексей Жданов     | 37 | 23  | 32 | 23  | 5 | 0  |
| 11                                                   | Флаг России | Нап | Яков Эрлих         | 31 | 4   | 26 | 4   | 5 | 0  |
|                                                      | Флаг России | Нап | Иван Герасимов     | 13 | 2   | 13 | 2   | 0 | 0  |
| Футболисты, которые завершали сезон в других клубах: |             |     |                    |    |     |    |     |   |    |
|                                                      | Флаг России | Защ | Вячеслав Рафиков   | 7  | 0   | 4  | 0   | 3 | 0  |
| 3                                                    | Флаг России | ПЗ  | Андрей Сербин      | 18 | 0   | 14 | 0   | 4 | 0  |
| 20                                                   | Флаг России | ПЗ  | Денис Батухтин     | 17 | 2   | 12 | 2   | 5 | 0  |
| 17                                                   | Флаг России | ПЗ  | Кирилл Корбан      | 8  | 0   | 5  | 0   | 3 | 0  |

#### Бомбардиры
| Имя                | Второй дивизион | Кубок России | Всего |
| ------------------ | --------------- | ------------ | ----- |
| Алексей Жданов     | 23              | 0            | 23    |
| Роман Тузовский    | 10              | 2            | 12    |
| Олег Веретенников  | 7               | 1            | 8     |
| Александр Гайдуков | 5               | 1            | 6     |
| Яков Эрлих         | 4               | 0            | 4     |
| Сергей Уфаев       | 3               | 0            | 3     |
| Иван Герасимов     | 2               | 0            | 2     |
| Денис Батухтин     | 2               | 0            | 2     |
| Андрей Дуров       | 1               | 0            | 1     |
| Денис Клюев        | 1               | 0            | 1     |
| Дмитрий Костров    | 1               | 0            | 1     |
| Михаил Мурнов      | 1               | 0            | 1     |
| Василий Чернов     | 1               | 0            | 1     |
| Руслан Бесланеев   | 0               | 1            | 1     |
| Андрей Стрельников | 0               | 1            | 1     |
| Итого              | 61              | 6            | 67    |

#### «Сухие» матчи
| Имя               | Второй дивизион | Кубок России | Всего |
| ----------------- | --------------- | ------------ | ----- |
| Александр Малышев | 11              | 0            | 11    |
| Андрей Евдохин    | 0               | 1            | 1     |
| Итого             | 11              | 1            | 12    |

Примечание: в данной таблице учитываются только полные матчи (без замен), в которых вратарь не пропустил голов.

#### Дисциплинарные показатели
| Имя                | Второй дивизион | Второй дивизион        | Второй дивизион | Кубок России | Кубок России           | Кубок России | Всего        | Всего                  | Всего    |
| Имя                | Предупреждён    | Yellow card · Red card | Red card        | Предупреждён | Yellow card · Red card | Red card     | Предупреждён | Yellow card · Red card | Red card |
| ------------------ | --------------- | ---------------------- | --------------- | ------------ | ---------------------- | ------------ | ------------ | ---------------------- | -------- |
| Сергей Уфаев       | 8               | 0                      | 0               | 2            | 0                      | 0            | 10           | 0                      | 0        |
| Алексей Жданов     | 6               | 0                      | 0               | 2            | 0                      | 0            | 8            | 0                      | 0        |
| Денис Клюев        | 5               | 0                      | 0               | 0            | 0                      | 0            | 5            | 0                      | 0        |
| Дмитрий Коваленко  | 5               | 0                      | 0               | 0            | 0                      | 0            | 5            | 0                      | 0        |
| Михаил Мурнов      | 3               | 0                      | 0               | 2            | 0                      | 0            | 5            | 0                      | 0        |
| Василий Чернов     | 5               | 0                      | 0               | 0            | 0                      | 0            | 5            | 0                      | 0        |
| Андрей Дуров       | 3               | 0                      | 0               | 1            | 0                      | 0            | 4            | 0                      | 0        |
| Алексей Серебряков | 4               | 0                      | 0               | 0            | 0                      | 0            | 4            | 0                      | 0        |
| Руслан Бесланеев   | 2               | 0                      | 0               | 0            | 0                      | 0            | 2            | 0                      | 0        |
| Олег Веретенников  | 2               | 0                      | 0               | 0            | 0                      | 0            | 2            | 0                      | 0        |
| Александр Гайдуков | 2               | 0                      | 0               | 0            | 0                      | 0            | 2            | 0                      | 0        |
| Кирилл Корбан      | 1               | 0                      | 0               | 1            | 0                      | 0            | 2            | 0                      | 0        |
| Александр Малышев  | 2               | 0                      | 0               | 0            | 0                      | 0            | 2            | 0                      | 0        |
| Роман Тузовский    | 2               | 0                      | 0               | 0            | 0                      | 0            | 2            | 0                      | 0        |
| Яков Эрлих         | 2               | 0                      | 0               | 0            | 0                      | 0            | 2            | 0                      | 0        |
| Денис Давыдов      | 1               | 0                      | 0               | 0            | 0                      | 0            | 1            | 0                      | 0        |
| Дмитрий Костров    | 1               | 0                      | 0               | 0            | 0                      | 0            | 1            | 0                      | 0        |
| Андрей Сербин      | 1               | 0                      | 0               | 0            | 0                      | 0            | 1            | 0                      | 0        |
| Андрей Стрельников | 1               | 0                      | 0               | 0            | 0                      | 0            | 1            | 0                      | 0        |
| Итого              | 56              | 0                      | 0               | 8            | 0                      | 0            | 64           | 0                      | 0        |

### Командная

#### Турнирная таблица
| М  | Клуб                              | И  | В  | Н  | П  | М     | ±М  | О  |
| -- | --------------------------------- | -- | -- | -- | -- | ----- | --- | -- |
| 1  | «Жемчужина-Сочи» (Сочи)           | 34 | 29 | 2  | 3  | 91−22 | +69 | 89 |
| 2  | «Ставрополь» (Ставрополь)         | 34 | 22 | 5  | 7  | 66−37 | +29 | 71 |
| 3  | «Волгоград» (Волгоград)           | 34 | 21 | 7  | 6  | 65−28 | +37 | 70 |
| 4  | «Торпедо» (Армавир)               | 34 | 19 | 6  | 9  | 54−32 | +22 | 63 |
| 5  | «Автодор» (Владикавказ)           | 34 | 15 | 12 | 7  | 47−38 | +9  | 57 |
| 6  | «Машук-КМВ» (Пятигорск)           | 34 | 15 | 8  | 11 | 45−39 | +6  | 53 |
| 7  | «Энергия» (Волжский)              | 34 | 12 | 12 | 10 | 41−33 | +8  | 48 |
| 8  | «Батайск-2007» (Батайск)          | 34 | 12 | 9  | 13 | 43−39 | +4  | 45 |
| 9  | «Краснодар-2000» (Краснодар)      | 34 | 11 | 12 | 11 | 40−43 | −3  | 45 |
| 10 | «Астрахань» (Астрахань)           | 34 | 11 | 10 | 13 | 36−39 | −3  | 43 |
| 11 | «Дружба» (Майкоп)                 | 34 | 12 | 6  | 16 | 45−47 | −2  | 42 |
| 12 | СКА (Ростов-на-Дону)              | 34 | 11 | 9  | 14 | 49−61 | −12 | 42 |
| 13 | «Ставрополье-2009» (Ставрополь)   | 34 | 10 | 11 | 13 | 45−44 | +1  | 41 |
| 14 | «Дагдизель» (Каспийск)            | 34 | 11 | 5  | 18 | 46−65 | −19 | 38 |
| 15 | «Кавказтрансгаз-2005» (Рыздвяный) | 34 | 10 | 3  | 21 | 28−54 | −26 | 33 |
| 16 | «Ангушт» (Назрань)                | 34 | 8  | 7  | 19 | 36−61 | −25 | 31 |
| 17 | «Ротор» (Волгоград)               | 34 | 5  | 6  | 23 | 23−72 | −49 | 21 |
| 18 | «Таганрог» (Таганрог)             | 34 | 4  | 6  | 24 | 27−73 | −46 | 18 |
| 19 | «Абинск» (Абинск)                 | 0  | 0  | 0  | 0  | 0−0   | 0   | 0  |

 Выход в Первый дивизион.
 Исключение из Второго дивизиона.

#### Общая статистика
| Сыграно матчей                              | 39 (34 Второй дивизион, 5 Кубок России) |
| Победы                                      | 25 (21 Второй дивизион, 4 Кубок России) |
| Ничьи                                       | 7 (Второй дивизион) |
| Поражения                                   | 7 (6 Второй дивизион, 1 Кубок России) |
| Забито мячей                                | 72 |
| Пропущено мячей                             | 31 |
| Разница мячей                               | +41 |
| Пенальти: забитые/назначенные               | 5/6 |
| Пенальти соперника: пропущенные/назначенные | 0/5 |
| Предупреждения                              | 64 |
| Удаления                                    | 0 |
| Худшая дисциплина                           | Сергей Уфаев 10 |
| Тренеры                                     | Лев Иванов 27 матчей (+17=3−7) Валерий Бурлаченко 11 матчей (+7=4−0) |
| Лучший счёт                                 | 6:0 (Д) против «Кавказтрансгаз-2005» — Второй дивизион, 30 июля 2009 |
| Худший счёт                                 | 0:2 (Г) против «Жемчужина-Сочи» — Второй дивизион, 24 апреля 2009 |
| «Сухие» матчи                               | 13 (11 Второй дивизион, 2 Кубок России) |
| Наибольшее число матчей                     | Руслан Бесланеев (38 матчей) Роман Тузовский (38 матчей) |
| Лучший бомбардир                            | Алексей Жданов (23 гола) |
| Индивидуальные достижения                   | Олег Веретенников — лучший игрок Второго дивизиона зоны «Юг» Олег Веретенников — лучший полузащитник Второго дивизиона зоны «Юг» Алексей Жданов — лучший нападающий Второго дивизиона зоны «Юг» Алексей Жданов — лучший бомбардир Второго дивизиона |

Примечание: в данной таблице не учитываются результаты товарищеских матчей.

#### Общая статистика по турнирам
| Турнир          | И  | В  | Н | П | ЗМ | ПМ | ±М  | ЖК | КК | О               |
| --------------- | -- | -- | - | - | -- | -- | --- | -- | -- | --------------- |
| Второй дивизион | 34 | 21 | 7 | 6 | 65 | 28 | +37 | 56 | 0  | 70/102 (68,6 %) |
| Кубок России    | 5  | 4  | 0 | 1 | 6  | 3  | +3  | 8  | 0  | 12/15 (80 %)    |
| Всего           | 39 | 25 | 7 | 7 | 71 | 31 | +40 | 64 | 0  | 92/117 (78,6 %) |